# Holešovická sokolovna
Holešovická sokolovna v Praze stojí na rohu ulic Strojnická a U studánky nad holešovickým hřbitovem. V letech 1958–1987 byla chráněna jako nemovitá kulturní památka České republiky.

## Historie
TJ–Sokol Holešovice-Bubny byl založen 24. srpna 1884 krátce před připojením Holešovic k Praze. Původně se cvičilo v hostinci „U Zeleného stromu“ (zaniklý). Protože časem kapacita sálů nedostačovala, rozhodla se jednota vybudovat samostatnou sokolovnu. Již v roce 1896 rozhodl sbor obecních starších o koupi pozemku „u studánky“ v rozsahu 11 sáhů čtverečných po 5 zl. za každý sáh. K soutěži vypsané roku 1899 přišlo 20 náčrtků; 1. cenu získal projekt „Na zdar“ stavitele Josefa Žáka a 2. cenu pozdější autor, stavitel František Hodek. Základní kámen byl položen při příležitosti 20. jubilea založení holešovického Sokola, stavbu v letech 1905–1906 provedl stavitel Josef Vaňha v celkovém nákladu 160.000 K, slavnostní otevření se uskutečnilo 9. září 1906.
Po únoru 1948, kdy byla Česká obec sokolská převedena pod jednotnou tělovýchovu, se dostala holešovická sokolovna do majetku Ministerstva vnitra a tělocvičnu užívala Rudá Hvězda Praha, posléze Olymp Praha.
Po roce 1989 se vrátila tělocvična zpět do vlastnictví TJ Sokol Praha VII.

## Popis
Sokolovna tvoří součást urbanistického celku školních budov v blízkosti Stromovky. Od severozápadní strany je k ní spojovacím krčkem připojena budova mateřské školy, zadní část je obrácena k přilehlému hřbitovu. Budova má zvýšený suterén a dvě podlaží, završené atikou a štíty.
Vstupní průčelí do Strojnické je trojosé se středním rizalitem. Převýšená vstupní dórská edikula přechází do balkonu s balustrovým zábradlím v patře, kde jsou po stranách okna výklenky s bustami Miroslava Tyrše a Jindřicha Fügnera s jejich daty narození a úmrtí. Boční průčelí je složeno ze dvou částí. Nad vchodem a oknem je pruh se zemskými znaky Čech, Moravy a Slezska, nad ním malba s ženou a sokolem, které provází dvojice mužů v sokolských cvičebních úborech. Dřevěné, kazetové dveře mají půlkruhový prosklený nadsvětlík. Po stranách trojdílného okna nad balkonkem jsou dvě niky s mušlemi v konchách, v nichž jsou umístěny busty Miroslava Tyrše a Jindřicha Fügnera.
Na vnější fasádě budovy (směrem do Strojnické ulice) je umístěna pamětní deska věnovaná obětem druhé světové války.
Vstup do ulice U studánky je rámován portálem tvořeným dvěma sloupy. Ty nesou kladí, na jehož římse jsou trofeje. Nad vstupem v celé šíři fasády probíhá ornamentální vlys, který tvoří podklad pro tři erby: střední větší český a po stranách menší moravský a slezský. Nad tímto vlysem je v dalším podlaží mezi okny sgrafito s ženou, kterou oslavují dva muži stojící pod ní. Monumentální žulové schodiště ve vestibulu má zděné zábradlí tvořené rozetami mezi sloupky. Strop provedený v omítce je kazetový. Dvorana nad schodištěm se otevírá třemi arkádovými oblouky. Z ní vede do pater schodiště se štukovými zrcadly na podhledech. Ve vestibulu u schodiště jsou umístěny dvě pamětní desky upomínající na výstavbu sokolovny (zakladatelská deska) a na její přestavbu.
V interiéru se dochovaly původní dveře s leptanými skly, dlažba a řada uměleckořemeslných prvků. Kromě tělocvičny, nářaďovny, šatny, jednací místnosti a slavnostního sálu byl součástí interiéru budovy i hostinec a byty správce a hostinského.

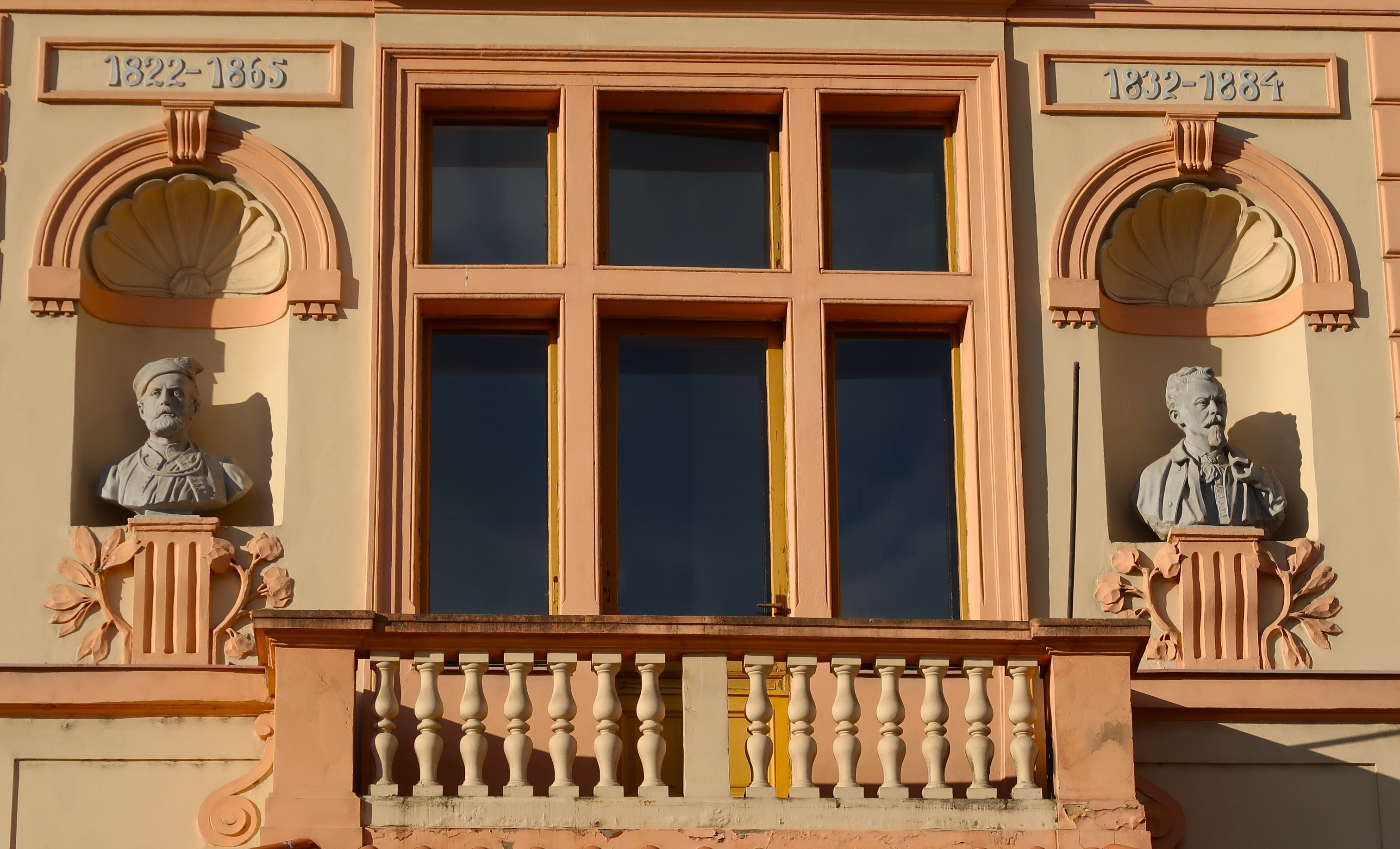
Busty M. Tyrše a J. Fügnera na fasádě budovy
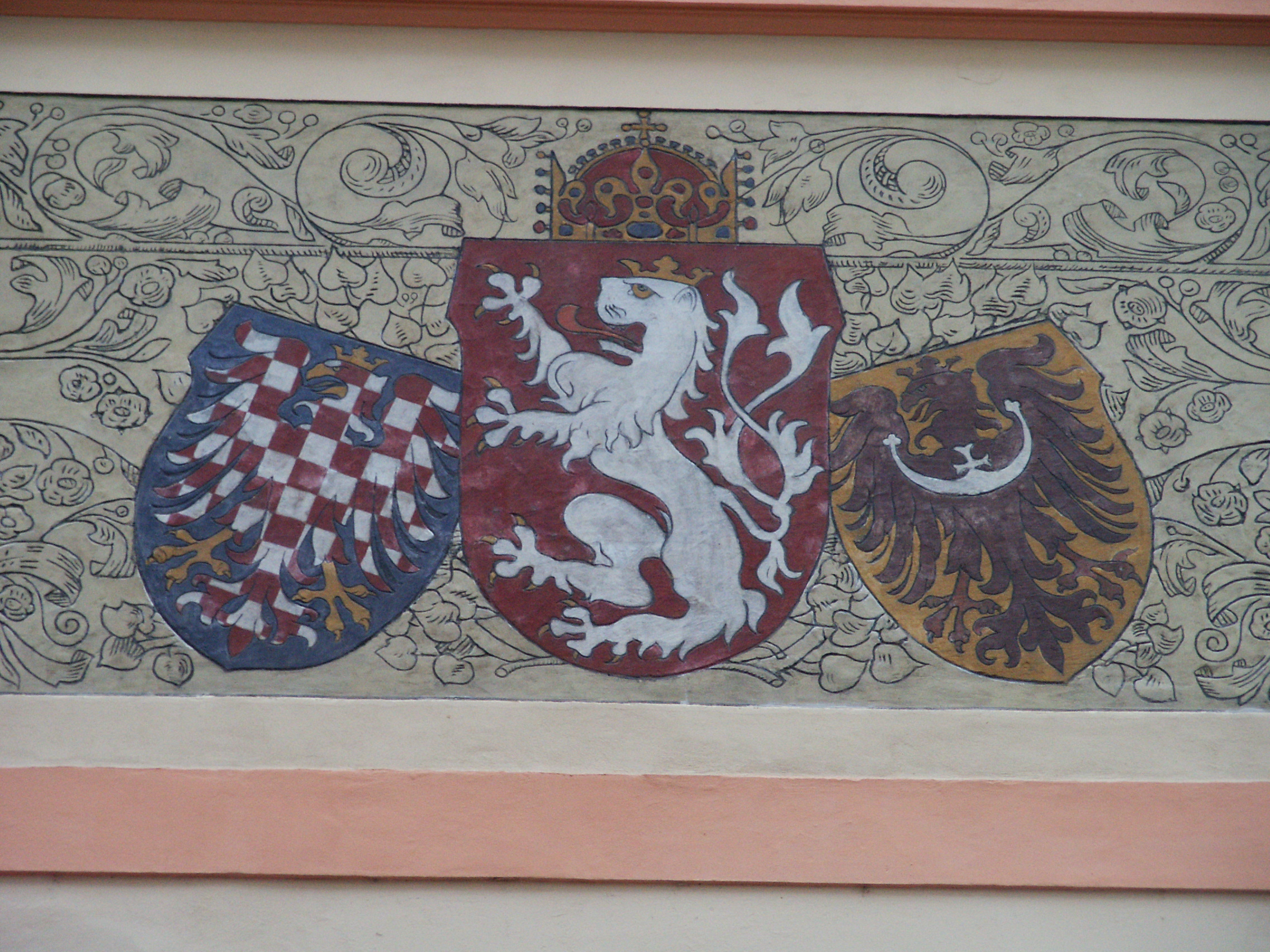
Erby na budově sokovny
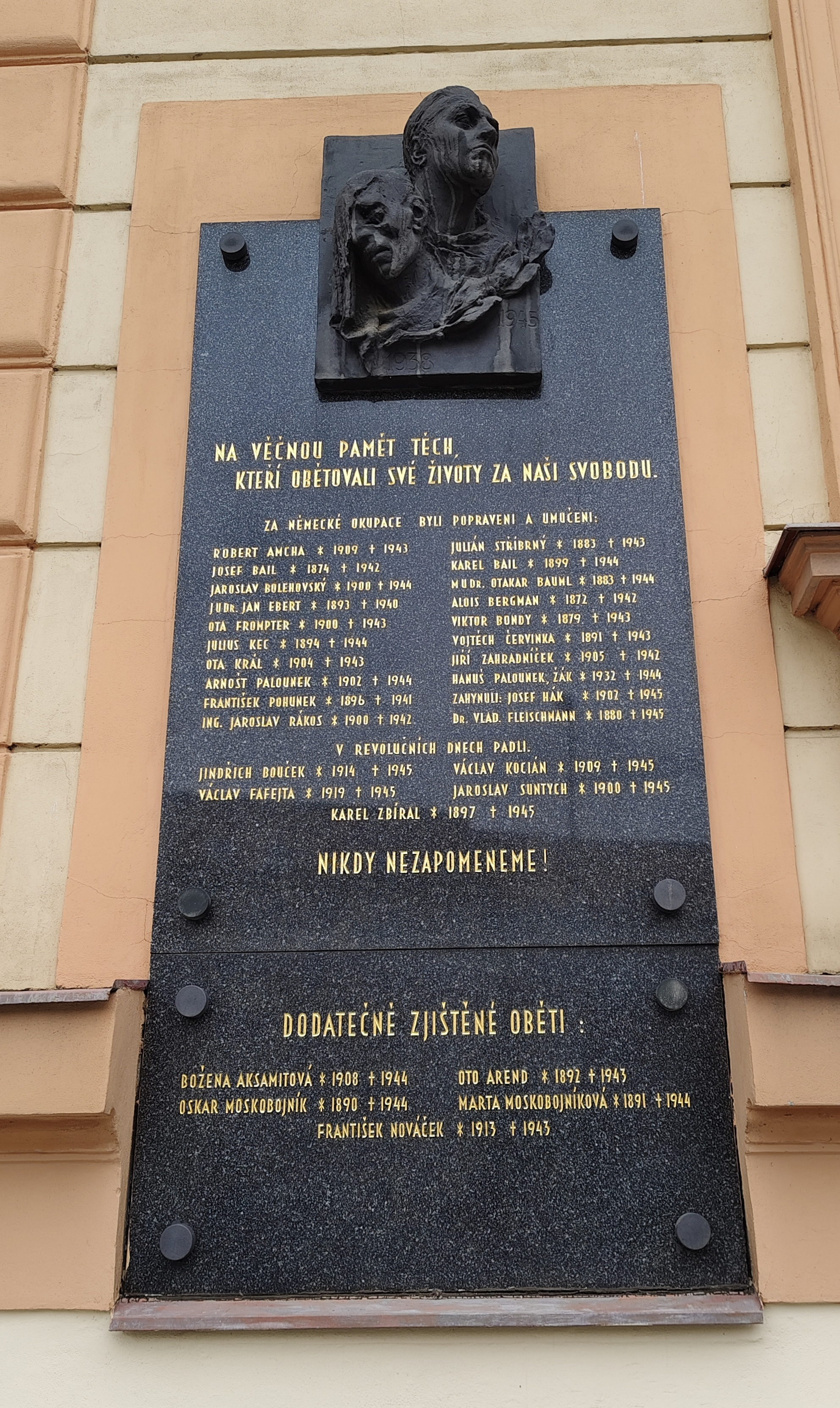
Pamětní deska obětem druhé světové války na budově sokolovny